# Легка атлетика на літніх Олімпійських іграх 1896
Змагання з легкої атлетики на літніх Олімпійських іграх 1896 були проведені з 6 по 10 квітня в Афінах на стадіоні «Панатінаїкос». Олімпійський чемпіон з марафонського бігу визначався на шосейній трасі довжиною приблизно 40 км (на відміну від стандартних на сьогодні 42195 м) зі стартом у Марафоні та фінішем на стадіоні «Панатінаїкос». Перемогу в марафоні здобув місцевий атлет, водовоз за професією, Спиридон Луїс, який став національним героєм.
Це були перші сучасні літні Олімпійські ігри, під час яких було проведено змагання з 12 різних дисциплін легкої атлетики, в яких взяли участь 63 спортсмени. Як і у змаганнях з інших видів спорту, до участі в легкоатлетичних дисциплінах перших Олімпіади жінки допущені не були. Багато спортсменів, що брали участь, були універсалами, які змагались одночасно у різних дисциплінах. На олімпіаді нагороди отримували лише спортсмени, які посіли перші та другі місця. Золотих нагород не вручалось — олімпійські чемпіони отримували срібні нагороди, а віцечемпіони — бронзові. Згодом Міжнародний олімпійський комітет перерозподілив нагороди згідно з новими стандартами Олімпійських ігор, нагородивши спортсменів, які посіли 1-3 місця у кожній дисципліни золотими, срібними та бронзовими нагородами відповідно.
Перегляд змагань на стадіоні був зручним для глядачів. Водночас він був недостатньо зручним для бігунів. Коло довжиною 330 метрів мало задовгі прямі та дуже короткі та круті віражі. Викликала нарікання і якість гарової бігової доріжки, що ускладнювало біг на дистанціях. Крім цього, спортсмени долали кожне коло за годинниковою стрілкою на відміну від вже загальноприйнятого на той момент стандарту бігу проти годинникової стрілки.

## Представництва країн
Загалом у змаганнях в Афінах взяло участь 63 атлети з 9 країн світу:
- Австралія (1)
- Велика Британія (5)
- Греція (30)
- Данія (3)
- Німеччина (5)
- США (10)
- Угорщина (3)
- Франція (5)
- Швеція (1)

## Призери
| Дисципліни             | Золото                 | Золото  | Срібло                                    | Срібло  | Бронза                                                    | Бронза  |
| ---------------------- | ---------------------- | ------- | ----------------------------------------- | ------- | --------------------------------------------------------- | ------- |
| 100 метрів             | Томас Берк · США       | 12,0    | Фріц Гофман · Німеччина                   | 12,2    | Френсіс Лейн · США Алойз Сокол · Угорщина                 | 12,6    |
| 400 метрів             | Томас Берк · США       | 54,2    | Герберт Джемісон · США                    | 55,2    | Чарльз Ґмелін · Велика Британія                           | 56,7    |
| 800 метрів             | Едвін Флек · Австралія | 2.11,0  | Нандор Дані · Угорщина                    | 2.11,8  | Дімітріос Големіс · Греція                                | 2.28,0  |
| 1500 метрів            | Едвін Флек · Австралія | 4.33,2  | Артур Блейк · США                         | 4.33,6  | Альбен Лермюзьйо · Франція                                | 4.36,0  |
| 110 метрів з бар'єрами | Томас Кертіс · США     | 17,6    | Грентлі Гулдінг · Велика Британія         | 17,6    | не вручалась                                              |         |
|                        |                        |         |                                           |         |                                                           |         |
| Марафон                | Спиридон Луїс · Греція | 2:58.50 | Харілаос Васілакос · Греція               | 3:06.03 | Дьюла Келльнер · Угорщина                                 | 3:06.35 |
|                        |                        |         |                                           |         |                                                           |         |
| Стрибки у висоту       | Еллері Кларк · США     | 1,81    | Джеймс Конноллі · США Роберт Гаррет · США | 1,65    | не вручалась                                              |         |
| Стрибки з жердиною     | Вільям Хойт · США      | 3,30    | Альберт Тайлер · США                      | 3,20    | Евангелос Дамаскос · Греція Йоанніс Теодоропулос · Греція | 2,60    |
| Стрибки у довжину      | Еллері Кларк · США     | 6,35    | Роберт Гаррет · США                       | 6,00    | Джеймс Конноллі · США                                     | 5,84    |
| Потрійний стрибок      | Джеймс Конноллі · США  | 13,71   | Александр Тюффері · Франція               | 12,70   | Йоанніс Персакіс · Греція                                 | 12,52   |
| Штовхання ядра         | Роберт Гаррет · США    | 11,22   | Мільтіадіс Гускос · Греція                | 11,03   | Георгіос Папасідеріс · Греція                             | 10,36   |
| Метання диска          | Роберт Гаррет · США    | 29,15   | Панайотіс Параскевопулос · Греція         | 28,95   | Сотіріос Версіс · Греція                                  | 27,78   |

## Медальний залік
| Місце | Країна          | Золото | Срібло | Бронза | Загалом |
| ----- | --------------- | ------ | ------ | ------ | ------- |
| 1     | США             | 9      | 6      | 2      | 17      |
| 2     | Австралія       | 2      | 0      | 0      | 2       |
| 3     | Греція          | 1      | 3      | 6      | 10      |
| 4     | Угорщина        | 0      | 1      | 2      | 3       |
| 5     | Франція         | 0      | 1      | 1      | 2       |
| 5     | Велика Британія | 0      | 1      | 1      | 2       |
| 7     | Німеччина       | 0      | 1      | 0      | 1       |